# Gallinule aborigène
Tribonyx ventralis
Espèce
Statut de conservation UICN

 LC  : Préoccupation mineure
La Gallinule aborigène (Tribonyx ventralis, syn. Gallinula ventralis) est une espèce d'oiseaux de la famille des Rallidae endémique de l'Australie.

## Description
Elle mesure 34 cm pour un poids de 400 g. C'est un oiseau trapu, une sorte de poule d'eau avec un plumage foncé, presque noir sur le dos, le ventre a des reflets verts bleus, elle a quelques plumes blanches sur les côtés; la queue redressée est noire; les pattes palmées sont rouges; le bec est vert avec une tache rouge sur la face inférieure.

## Distribution et habitat
C'est un oiseau endémique de l'Australie que l'on trouve accidentellement en Nouvelle-Zélande.
C'est un oiseau mobile qui se déplace vers tous les points d'eau et zones humides des régions sèches, qu'ils soient d'eau douce ou d'eau saumâtre.

## Alimentation
Elle se nourrit de graines, de végétaux et d'insectes. Elle peut faire des dégâts aux récoltes.

## Mode de vie
Elle vit généralement en petits groupes, mais un nouveau point d'eau peut en attirer un grand nombre qui disparaîtra dès que le point sera à sec.

## Reproduction
Elle se reproduit dès que les conditions sont favorables. Elle niche dans les marais où elle pond cinq à sept œufs qu'elle couve vingt jours.